# Dárcovství orgánů

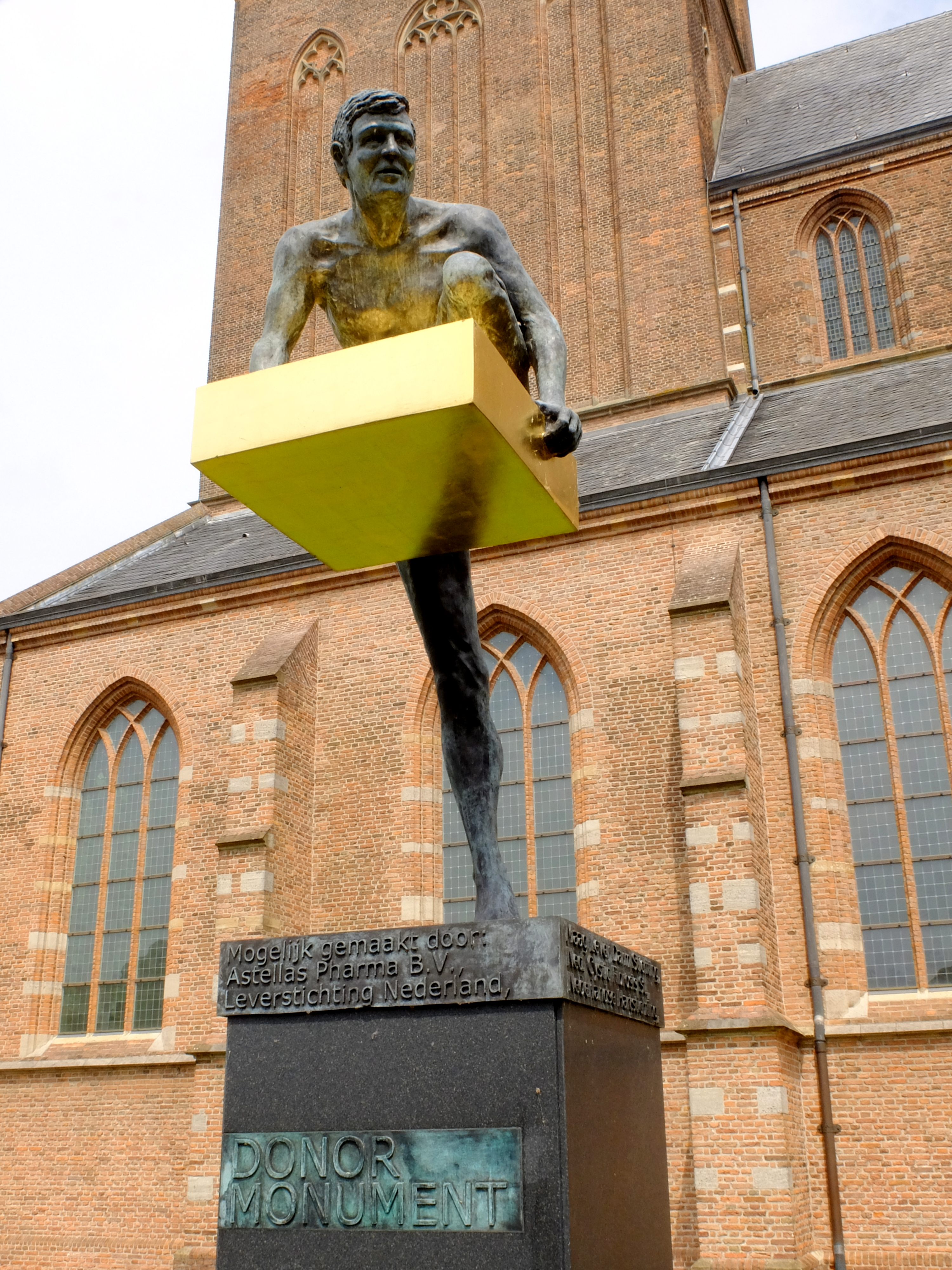
Památník dárcům Naarden 2011

Dárcovství orgánů je proces, kdy daná osoba umožňuje, aby jí byl vlastní orgán odebrán pro výzkum nebo, běžněji, zdravé transplantované orgány a tkáně mohou být darovány k transplantaci jiné osobě. Dárcem orgánů může být žijící člověk, nebo může být orgán odebrán z těla zemřelého. Žijící dárce může darovat orgán párový jako je ledvina, nebo část orgánu, který je schopný regenerace, například jater. Podmínkou odběru je svobodné a dobrovolné rozhodnutí dárce. Nejčastěji věnují rodiče ledviny dětem, sourozenci a manželé navzájem. Žijící dárce musí být zdravý a je vždy velice podrobně lékařsky vyšetřen, aby se minimalizovalo krátkodobé riziko spojené s odběrem orgánu i dlouhodobé riziko života s jednou ledvinou. Zemřelý dárce orgánů je nejčastěji člověk, u kterého došlo v důsledku těžkého poškození mozku ke smrti mozku, která musí být medicínsky velice přesně a přísně vyšetřena a potvrzena objektivní zobrazovací metodou. 
V České republice je právně zakotven předpokládaný souhlas s darováním orgánů po smrti s tím, že každý občan má možnost vyjádřit nesouhlas.

## Orgány vhodné k darování
Mezi běžné transplantace patří ledviny, srdce, játra, pankreas, střeva, plíce, kosti, kostní dřeň, kůže a rohovky. Některé orgány a tkáně mohou být darovány žijícími dárci, jako jsou ledviny nebo část jater, část slinivky břišní, část plic nebo část střev, ale k většině darů dochází až po smrti dárce.
Na druhou stranu orgány a tkáně některých osob nejsou k transplantaci vhodné, například pokud by tím došlo k ohrožení zdraví jiného člověka, kdyby byl zmařen účel pitvy, nebo pokud by se jednalo o darování orgánů od osoby nacházející se ve výkonu trestu odnětí svobody.

## Darování mozkové tkáně
Darovaná mozková tkáň je cenným zdrojem pro výzkum mozkových funkcí, neurodiverzity, neuropatologie a možných léčebných postupů. Pro srovnání jsou zapotřebí jak odlišné, tak zdravé kontrolní vzorky mozkové tkáně. Mozkové banky obvykle získávají tkáň od dárců, kteří se s nimi přímo registrovali před jejich průchodem, protože registry dárců orgánů se zaměřují na tkáně určené k transplantaci. Ve Spojených státech tento neziskový projekt dárců mozků tento proces usnadňuje.

## Orgány sebevrahů
Lidé páchající sebevraždu mají vyšší podíl dárcovských orgánů než je průměr. Jedním z důvodů je nižší negativní odezva nebo míra odmítnutí ze strany rodiny a příbuzných, ale vysvětlení tohoto zbývá objasnit. Kromě toho je souhlas s darováním nadprůměrný u lidí páchajících sebevraždu.
Pokus o sebevraždu je častou příčinou mozkové smrti (3,8%), hlavně mezi mladými muži. Darování orgánů je v této skupině častější ve srovnání s jinými příčinami úmrtí. Smrt mozku může mít za následek legální smrt, ale stále s tepem srdce a mechanickou ventilací mohou být všechny ostatní životně důležité orgány udržovány zcela naživu a funkční, což poskytuje optimální příležitosti pro transplantaci orgánů.

## Kontroverze
V roce 2008 byl kalifornský transplantační chirurg Hootan Roozrokh obviněn z urychlování smrti pacienta s peroxisomální leukodystrofií (ALD) podáváním nadměrných dávky morfinu a sedativ. Jeho orgány chtěl následně transplantovat jiným. Případ zahájený proti Roozrokhovi byl prvním trestním řízením proti transplantačnímu chirurgovi v USA a vyústil v jeho osvobození.
Dále Dr. Roozrokh úspěšně žaloval za pomluvu vyplývající z incidentu. 
V kalifornském Emanuel Medical Center neurolog Narges Pazouki, MD, uvedl, že zástupce organizace zabývající se odběrem orgánů ji nutil, aby prohlásila pacienta za mozkového mrtvého před provedením příslušných testů.
V září 1999 eBay zablokoval aukci „jedné funkční lidské ledviny“, jejíž cena se vyšplhala až na 5,7 milionů dolarů. Podle federálních zákonů Spojených států byla společnost eBay povinna zrušit aukci lidských orgánů, která se trestá až pěti lety vězení a pokutou 50 000 $.
27. června 2008 se šestadvacetiletý Indonésan Sulaiman Damanik přiznal před soudem k tomu, že prodal svoji ledvinu výkonnému předsedovi společnosti CK Tang, pětapadesátiletému Tangovi Wee Sungovi, za 150 milionů rupií (50,5 milionu korun). Transplantační etická komise musí schválit transplantace ledviny žijícího dárce. Obchodování s orgány je v Singapuru a v mnoha dalších zemích zakázáno, aby se zabránilo vykořisťování „chudých a sociálně znevýhodněných dárců, kteří nejsou schopni učinit informovaná rozhodnutí a utrpí potenciální zdravotní rizika“. Toni (27), druhý obviněný, daroval ledvinu indonéskému pacientovi v březnu a prohlásil, že je jeho adoptivním synem, a bylo mu vyplaceno 186 milionů rupií (62,7 milionu korun).

## Situace v ČR
Podle zákona je v České republice dárcem orgánů po smrti každý, s výjimkou lidí evidovaných v Národním registru osob nesouhlasících s posmrtným odběrem tkání a orgánů. I tak ale lékaři respektují přání rodiny.

### Národní registr osob nesouhlasících s posmrtným odběrem tkání a orgánů
Národní registr osob nesouhlasících s posmrtným odběrem tkání a orgánů je řešením pro ty, kteří si darovat nepřejí – stačí se tam zaevidovat. Podle informací náměstka ministra zdravotnictví Romana Prymuly je tam aktuálně necelých 1500 lidí.
„Registrace je obecná, to znamená, že se tam neuvádějí důvody. Kdybychom se měli zamýšlet, jaké důvody nejčastěji vedou osoby k tomuto nesouhlasu, tak jsou to spíše psychologické aspekty celého procesu. Někdo se není schopen ztotožnit s tím, že část jeho těla bude po smrti někdo používána“ 